# Rue Floralia
La rue Floralia est une voie marseillaise située dans les 8e et 9e arrondissements de Marseille. 

## Situation et accès
Elle va du chemin du Roy-d’Espagne à la traverse Pourrière.

## Origine du nom
La rue doit son nom aux jeux floraux, aussi appelés Floralia, fêtes célébrées dans la Rome antique en l’honneur de la déesse Flore. 

## Historique
Elle prend son nom actuel par délibération du Conseil municipal en 1980.

## Bâtiments remarquables et lieux de mémoire
- Au début de la rue se trouve le collège du Roy-d’Espagne dont l’accès se situe au numéro 36 du chemin du Roy-d’Espagne.
- Le stade Roger-Lebert, où évolue l’Union sportive Marseille Endoume Catalans, est accessible via la rue Jules-Rimet.